# 王培昱
王培昱，中华人民共和国公民，出生于河北省河间。第35届国际生物奥林匹克竞赛冠军。

## 个人经历
王培昱，毕业于衡水中学实验学校。因其对生物学的兴趣爱好参加了生物竞赛的相关学习，“生物细分出的很多科目都非常有意思，尤其是遗传学和生物信息学的部分”。随后在全国中学生生物学竞赛中获得金牌（第43名），保送清华大学。后入选国家队代表中国参加第35届国际生物奥林匹克竞赛，并获得冠军。现就读于清华大学生命科学学院。

## 兴趣爱好
生物学之外，王培昱最大的兴趣爱好是打游戏，喜欢策略类、剧情类的游戏。